# Watermelon Sugar
Watermelon Sugar ist ein Song des britischen Sängers Harry Styles aus seinem zweiten Studioalbum Fine Line (2019).
Watermelon Sugar wurde zum ersten Nummer-eins-Hit für Harry Styles in den USA und erreichte dort siebenfachen Platinstatus. Mit über 14 Millionen verkauften Einheiten ist die Single seine erfolgreichste Veröffentlichung.

## Entstehung und Veröffentlichung
Watermelon Sugar wurde von Styles, Mitch Rowland und den Produzenten Tyler Johnson und Kid Harpoon geschrieben. Es wurde ursprünglich im September 2017 verfasst, während Styles einen Tag Pause von seiner Live-Tournee hatte. Sie gingen in das The Cave Studio in Nashville, Tennessee und begannen die Session, indem sie einfach herumspielten. Sie fingen schließlich an, mit einigen Ideen um sich zu werfen und kamen auf die sich wiederholende Refrain-Melodie. Sie hatten das Buch „In Watermelon Sugar“ von Richard Brautigan und dachten, es würde sich als Hook gut anhören.
Der Song wurde erstmals von Styles in einem Tweet vom 22. Oktober 2019 angeteasert, in dem er schrieb: „Kiwi walked so Watermelon Sugar could run.“ Kurz darauf wurde bei iTunes bekannt, dass es sich um den zweiten Track auf Fine Line handelt. „Watermelon Sugar“ wurde am 16. November 2019 ohne Vorankündigung als erste Promo-Single von Fine Line veröffentlicht. Die Veröffentlichung wurde von einem Audio-Video begleitet. Der Song ist schließlich am 18. Mai 2020 in den USA als vierte offizielle Single des Albums im Radio gespielt und auch in Italien und Kanada ausgestrahlt worden. Styles bewarb das Lied mit einem Meme-Generator auf seiner Website, der verschiedene Texte aus dem Lied über einem von Wassermelonen inspirierten Hintergrund zeigt.

## Inhalt
Der Song verwendet die Metapher von Obst und Sommer, um eine sexuelle Begegnung zu beschreiben. Laut Styles handelt der Song von der anfänglichen Euphorie und Aufregung, wenn man sich zum ersten Mal mit jemandem trifft. Styles hat auch erklärt, dass es um den weiblichen Orgasmus geht.

## Komposition
Watermelon Sugar ist ein Rock-, Funk-Pop-, Indie-Pop-Song mit 1970er- und Soul-Elementen. Er ist in der Tonart A-Moll (im dorischen Modus) komponiert, mit einem Tempo von 96 Schlägen pro Minute und einer Akkordfolge von Dm7-Am7-C-G. Der Track hat eine Struktur von Strophe, Vorchor, Refrain, Strophe, Vorchor, Refrain, Nachchor, Bridge, Refrain, Nachchor. Der Song wird von Gitarren und Bläsern angetrieben, enthält aber auch Bläserlinien, sommerliche Klänge und eine einfache, an Jazz erinnernde Melodie. Er beginnt mit einem Intro auf der Gitarre, zu dem sich bald E-Gitarre und Schlagzeugbeats gesellen. Im zweiten Refrain kommen Trompeten hinzu, die sich bis zur Bridge mit ekstatischen Bläsern und hohen Tönen steigern. Der Song schließt mit einem bläsergeführten Outro.
Styles verwendet lange Noten, um die sexuelle Begegnung zu vermitteln, und im letzten Refrain kommt die höhere Stimmlage von Styles zur Geltung. Der Text des Liedes verwendet Rhetorik und Bildsprache. Savannah Walsh von Elle schrieb über die Bedeutung des Liedes und stellte die Frage, ob er sich nach einem erfrischenden Sommergenuss sehnt oder ob er über Cunnilingus spricht, während Patrick Ryan von USA Today es so interpretierte, dass Styles einen vergangenen Seitensprung und dessen süßen Nachgeschmack beschwörend in Erinnerung ruft“.

## Musikvideo

### Hintergrund und Produktion
Das dazugehörige Musikvideo feierte am 18. Mai 2020 auf YouTube Premiere. Styles kündigte die Premiere des Videos einen Tag zuvor mit einem Teaser-Video an, das einen Tisch am Strand zeigt, der in einer Szene des Musikvideos vorkommt. Regie führten Bradley & Pablo, die am 30. Januar 2020 in Malibu, Kalifornien, drehten. Sie hatten versucht, mit Styles für andere Songs auf Fine Line zusammenzuarbeiten und begannen schließlich eine Woche vor Beginn der Dreharbeiten mit der Arbeit an „Watermelon Sugar“. Das Video wurde vom Stil Paul McCartneys aus den 1960er Jahren inspiriert und wurde teilweise mit einer 35- und 16-mm-Arri-SR3-Kamera gefilmt, um einige Aufnahmen im Vintage-Look zu gestalten.

### Rezeption
Michele Amabile Angermiller von Variety zog einen Vergleich zum Elton John Musikvideo I'm Still Standing, während Chelsey Sanchez von Harper’s Bazaar es mit Abbas Mamma Mia! verglich.
In ihrer Kritik für den Evening Standard bemerkte Sara Feigin eine Ähnlichkeit zu Styles’ vorherigem Video „Lights Up“ mit den ihn umgebenden Models, während Ellie Harrison von The Independent meinte, dass der Strand derselbe sei, der von Styles’ früherer Band One Direction in ihrem Video „What Makes You Beautiful“ verwendet wurde. In ihrer Rezension für Entertainment Weekly schrieb Rosy Cordero: „Harry Styles wünscht sich zurück an den Strand, umgeben von schönen Menschen, köstlich bunten Früchten und keinem Coronavirus.“
Carolyn Droke von Uproxx nannte das Video „eine Feier des Sommers“, während Morgan Smith von People es als „verträumt“ bezeichnete. Katherine Singh vom Fashion Magazine schrieb „wir werden nie wieder in der Lage sein, eine Wassermelone auf dieselbe Weise zu betrachten und es ist ziemlich sicher das Musikvideo des Sommers 2020.“ Alisha Pawa von Lifestyle Asia nannte das Video „unbeschwert“ und schrieb, dass es „die Nostalgie besserer Sommertage heraufbeschwört“. Das Musikvideo wurde auf YouTube über 365 Mio. mal aufgerufen. (Stand: 17. Februar 2024) Im Jahr 2021 kürte der Rolling Stone Watermelon Sugar zum 98. besten Musikvideo aller Zeiten.

## Rezensionen
„Watermelon Sugar“ wurde von den Musikkritikern allgemein gut aufgenommen. Seine Gitarrenhook wurde von Charu Sinha von Vulture gelobt. In einer positiven Rezension von USA Today nannte Patrick Ryan den Song einen „berauschenden Höhepunkt“ auf Fine Line und schrieb, dass er „den schwülen, funkigen Geist des Projekts verkörpert“. Hannah Mylrea von NME nannte den Song „bombastisch“, während die Mitarbeiter von DIY ihn „aufregend“ und „knisternd“ nannten. In ihrer Rezension für den Rolling Stone schrieb Brittany Spanos: „Der Track lässt die Sängerin nostalgisch nach 'diesem Sommergefühl' werden, sie sehnt sich nach Beeren und dem Geschmack von Wassermelonen-Zucker“.
In einer negativen Rezension von Consequence of Sound bezeichnete Bryan Rolli den Song als „schwerfällig“ und schrieb außerdem, dass er „die Kardinalsünde begeht, weit weniger interessant zu sein als sein Titel“. Owen Richards von The Arts Desk gab ebenfalls eine negative Bewertung ab und nannte die Bildsprache „unsinnig“ und schrieb, dass sie „das Ziel verfehlt“.

## Kommerzielle Erfolge

### Chartplatzierungen
Im November 2019 debütierte „Watermelon Sugar“ auf Platz fünfunddreißig der britischen Singles-Charts und bescherte Styles seine dritte Top-40-Single im Vereinigten Königreich. Im Januar 2020 erreichte der Song Platz 17 der Charts, bevor er sie im folgenden Monat wieder verließ. Nach der offiziellen Single-Veröffentlichung im Mai 2020 stieg „Watermelon Sugar“ auf Platz 35 wieder in die Charts ein und erreichte im August 2020 einen neuen Höchststand von vier und wurde damit die zweithöchste Single aus dem Album. Im Oktober 2020 hat sich das Album 936.260 Mal verkauft und wurde von der British Phonographic Industry (BPI) mit Platin ausgezeichnet.
In den Vereinigten Staaten debütierte „Watermelon Sugar“ am 30. November 2019 auf Platz sechzig der Billboard Hot 100 Charts. Nach der Veröffentlichung von Fine Line erreichte es Platz vierundfünfzig und verließ im folgenden Monat offiziell die Charts. Nach der Veröffentlichung als Single stieg „Watermelon Sugar“ im Mai auf Platz vierundsechzig wieder in die Charts ein und erreichte am 15. August 2020 Platz eins der Charts, womit Styles seine erste Nummer-eins-Single, seine dritte Top-Ten-Single sowie seine vierte Top-Twenty-Single in den USA und die dritte aus Fine Line erreichte. Er wurde außerdem das zweite Mitglied von One Direction, das nach Zayn Malik mit seinem 2016er Hit „Pillowtalk“ die Nummer eins der Billboard Hot 100 erreichte. Damit war Styles der erste britische Künstler, der die Hot 100 mit einer Single anführte, die nicht an der Spitze der britischen Singe Charts stand, nach Adeles Single „Set Fire to the Rain“ im Jahr 2012, und der erste britische Mann, der diesen Rekord seit Jay Sean mit seiner Single „Down“ im Jahr 2009 aufstellte.
| ChartsChartplatzierungen       | Höchstplatzierung | Wochen |
| ------------------------------ | ----------------- | ------ |
| Deutschland (GfK)              | 15 (38 Wo.)       | 38     |
| Österreich (Ö3)                | 5 (61 Wo.)        | 61     |
| Schweiz (IFPI)                 | 3 (85 Wo.)        | 85     |
| Vereinigte Staaten (Billboard) | 1 (39 Wo.)        | 39     |
| Vereinigtes Königreich (OCC)   | 4 (88 Wo.)        | 88     |

| ChartsJahrescharts (2020)      | Platzierung |
| ------------------------------ | ----------- |
| Deutschland (GfK)              | 43          |
| Österreich (Ö3)                | 14          |
| Schweiz (IFPI)                 | 17          |
| Vereinigte Staaten (Billboard) | 20          |
| Vereinigtes Königreich (OCC)   | 10          |

| ChartsJahrescharts (2021)    | Platzierung |
| ---------------------------- | ----------- |
| Österreich (Ö3)              | 73          |
| Schweiz (IFPI)               | 48          |
| Vereinigtes Königreich (OCC) | 43          |

| ChartsJahrescharts (2022)    | Platzierung |
| ---------------------------- | ----------- |
| Vereinigtes Königreich (OCC) | 71          |

### Auszeichnungen für Musikverkäufe
Insgesamt verkaufte sich die Single laut Auszeichnungen weltweit über 14 Millionen Mal.
| Land/Region                  | Auszeichnungen für Musikverkäufe (Land/Region, Auszeichnung, Verkäufe) | Verkäufe   |
| ---------------------------- | ---------------------------------------------------------------------- | ---------- |
| Argentinien (CAPIF)          | Platin                                                                 | 20.000     |
| Australien (ARIA)            | 12× Platin                                                             | 840.000    |
| Belgien (BRMA)               | Platin                                                                 | 40.000     |
| Brasilien (PMB)              | 3× Diamant                                                             | 480.000    |
| Dänemark (IFPI)              | 3× Platin                                                              | 270.000    |
| Deutschland (BVMI)           | 3× Gold                                                                | 600.000    |
| Frankreich (SNEP)            | Diamant                                                                | 333.333    |
| Griechenland (IFPI)          | 3× Platin                                                              | 60.000     |
| Italien (FIMI)               | 3× Platin                                                              | 300.000    |
| Kanada (MC)                  | Diamant                                                                | 800.000    |
| Mexiko (AMPROFON)            | Diamant · + 4× Platin                                                  | 540.000    |
| Neuseeland (RMNZ)            | 7× Platin                                                              | 210.000    |
| Norwegen (IFPI)              | 2× Platin                                                              | 120.000    |
| Österreich (IFPI)            | 3× Platin                                                              | 90.000     |
| Polen (ZPAV)                 | 4× Platin                                                              | 80.000     |
| Portugal (AFP)               | 8× Platin                                                              | 80.000     |
| Schweiz (IFPI)               | 2× Platin                                                              | 40.000     |
| Spanien (Promusicae)         | 4× Platin                                                              | 240.000    |
| Südafrika (RISA)             | 3× Platin                                                              | 60.000     |
| Vereinigte Staaten (RIAA)    | 7× Platin                                                              | 7.000.000  |
| Vereinigtes Königreich (BPI) | 4× Platin                                                              | 2.400.000  |
| Insgesamt                    | 1× Gold · 72× Platin · 6× Diamant ·                                    | 14.543.333 |

Hauptartikel: Harry Styles/Auszeichnungen für Musikverkäufe